# Юсима
Юсима (яп. 湯島 юсима) — остров на юге Японии, в архипелаге Амакуса, расположенный в префектуре Кумамото. Его площадь составляет 0,52 км². Население — 261 человек (2020), 426 (2009). Длина береговой линии составляет 6,5 км (4 км).
Высочайшая точка — 104,1 м.
Остров лежит на западе префектуры, в заливе Симабара, территориально относится к городу Камиамакуса. Расположен примерно на полпути между полуостровом Симабара и островом Ояно. Он связан морским транспортом с Ояно, откуда 4-5 раз в день отходит корабль.
Во время Симабарского восстания Амакуса Сиро тайно держал совет со сторонниками на острове, отчего его стали называть 談合島 (остров совета). Предполагают, что в старину из-за формы острова, напоминающего лежащий на боку лук, люди называли его Юми-сима (弓島), что впоследствии сократилось до Юсима.
Люди живут на южном склоне острова, большинство из них — крестьяне и рыбаки. В его водах ловят пагра. Многие туристы приезжают на остров с этой целью. Как правило, пагра ловят ранней весной, когда он идёт на нерест, или осенью, когда он набирает вес. Также на острове выращивают микан. На западной оконечности Юсимы расположен маяк эпохи Тайсё.
Юсима сложена базальтом. Остров относится к национальному парку Ундзен-Амакуса.